# Тарасовський район
Тара́совський райо́н (рос. Тарасовский район) — район у північній частині Ростовської області Російської Федерації. Адміністративний центр — селище Тарасовський.

## Географія
Район розташований у північно-західній частині області, на кордоні з Україню. На півночі межує із Міллеровським районом, на півдні — із Кам'янським, на сході — із Білокалитвинським та Кашарським районами, на заході має кордон із Луганською областю України.

### Річки Тарасовського району
Усі річки відносятсятся до сточища Сіверського Дніцю:
- Сіверський Дінець
  - Деркул (л)
    - Балка Крута (л)
    - Прогній (л)
    - Балка Токмачіва (л)

  - Дубова (л)
  - Митянка (л)
    - Алпатова (л)
    - Дубовайчик (п)
    - Плотинна (л)

  - Грачики (л)
  - Глибока (л)
    - Колодязна (п)
      - Тиртишникова (п)

    - Розсош (л)
    - Талова (л)
    - Брусковата (п)
    - Уривська (п)
    - Западна (л)

  - Великий Калитвинець (л)
  - Калитва (л)
    - Ольхова (л)
    - Велика (л)

## Історія
Тарасовський район був утворений 1923 року у складі Донецької губернії УРСР, 1924 року переданий до складу РРФСР. У період 1963–1965 років він був ліквідований.

## Населення
Населення району становить 29156 осіб (2013; 29802 в 2010).

## Адміністративний поділ
Район адміністративно поділяється на 10 сільських поселень, які об'єднують 59 сільських населених пунктів:
| Поселення                                | Площа, км² | Населення, осіб (2010) | Центр               | Населені пункти |
| ---------------------------------------- | ---------- | ---------------------- | ------------------- | --------------- |
| Большинське сільське поселення           | -          | 1487                   | Большинка           | 3               |
| Войковське сільське поселення            | -          | 2351                   | Можаєвка            | 7               |
| Дячкинське сільське поселення            | -          | 2544                   | Дячкино             | 7               |
| Єфремово-Степановське сільське поселення | -          | 1811                   | Єфремово-Степановка | 4               |
| Зеленовське сільське поселення           | -          | 1181                   | Зеленовка           | 7               |
| Колушкинське сільське поселення          | -          | 1617                   | Колушкино           | 4               |
| Красновське сільське поселення           | -          | 3035                   | Верхній Митякін     | 8               |
| Курно-Липовське сільське поселення       | -          | 2114                   | Мартиновка          | 8               |
| Митякинське сільське поселення           | -          | 2902                   | Митякинська         | 4               |
| Тарасовське сільське поселення           | -          | 10760                  | Тарасовський        | 6               |

### Найбільші населені пункти
| №  | Населений пункт     | Населення, осіб (2010) | Сільське поселення    |
| -- | ------------------- | ---------------------- | --------------------- |
| 1  | Тарасовський        | 9 017                  | Тарасовське           |
| 2  | Митякинська         | 2 081                  | Митякинська           |
| 3  | Большинка           | 1 453                  | Большинське           |
| 4  | Дячкино             | 1 014                  | Дячкинське            |
| 5  | Єфремово-Степановка | 969                    | Єфремово-Степановське |
| 6  | Можаєвка            | 944                    | Войковське            |
| 7  | Колушкино           | 940                    | Колушкинське          |
| 8  | Нижньомитякін       | 879                    | Красновське           |
| 9  | Верхній Митякін     | 818                    | Красновське           |
| 10 | Зеленовка           | 763                    | Зеленовське           |
| 11 | Василєвка           | 677                    | Дячкинське            |
| 12 | Дуби                | 597                    | Митякинське           |
| 13 | Донська Нива        | 530                    | Тарасовське           |
| 14 | Розсош              | 515                    | Тарасовське           |

## Економіка
У районі розвинене сільське господарство, а саме вирощування зернових, технічних культур та тваринництво. У районі розвідані поклади кам'яного вугілля.